# خوان أباركا
خوان أباركا (بالإسبانية: Juan Abarca)‏ (7 ديسمبر 1988 في تشيلي - ) هو مدرب كرة قدم ولاعب كرة قدم تشيلي في مركز الدفاع. شارك مع منتخب تشيلي لكرة القدم. أما مع النوادي، فقد لعب مع سانتياغو واندررز ونادي أونيفرسيداد دي تشيلي وهواتشيباتو وسان ماركوس دي أريكا ‏ ونادي كوبريلوا.

## وصلات خارجية
- خوان أباركا على موقع قاعدة بيانات كرة القدم.إي يو (الإنجليزية)
- خوان أباركا على موقع ناشيونال فوتبول تيمز (الإنجليزية)
- خوان أباركا على موقع Soccerway.com (الإنجليزية)
- خوان أباركا على موقع عالم كرة القدم.نت (الإنجليزية)
- خوان أباركا على موقع AS.com (الإسبانية)